# 怀柔关公庙
怀柔关公庙，位于北京市怀柔区雁栖镇范各庄村，是道教宫观。

## 简介
关公庙始建于明朝初期，明末清初达到鼎盛。后来毁于一场大火。2014年，范各庄村实施燕城古街步行街建设，在原址复建关公庙。2017年7月15日（农历丁酉年六月二十二日），关公庙宗教活动场所颁证仪式暨关帝圣诞开光盛典举行，中国道教协会副会长、北京市道教协会会长黄信阳，中国道教协会副秘书长周高德，北京市宗教局副局长刘先传，怀柔区副区长于海波，北京市道教协会副会长刘崇尧、孔理元、秘书长姜涛等出席。刘先传颁发宗教活动场所牌，于海波颁发宗教活动场所证书，四位书画家赠送墨宝。关公庙住持黄章杰致答谢词。2017年9月7日，中共北京市委统战部部长齐静，在中共怀柔区委书记常卫、区委副书记姜泽廷、区委统战部部长迟行刚、区常委任武军、雁栖镇党委书记周福刚、范各庄村党支部书记白玉亭等陪同下参观考察了关公庙。
此后关公庙举办了许多文艺活动。2017年10月4日（农历八月十五日）晚，关公庙举办中秋夜“恭祝月老圣诞《道·民俗》”李建科原创歌曲演唱会，此次演唱会由关公庙住持黄章杰特邀音乐人李建科演出。2018年7月11日，关公庙举办首届“翰墨怀柔 醉美燕城”书画艺术节开幕式，该活动为期5天。